# Adolf Maresch
Adolf Fryderyk Maresch (ur. 14 września 1895 we Lwowie, zm. po 25 października 1940) – major piechoty Wojska Polskiego, kawaler Orderu Virtuti Militari.

## Życiorys
Urodził się 14 września 1895 we Lwowie, ówczesnej stolicy Królestwa Galicji i Lodomerii, w rodzinie Albina i Magdaleny z domu Bombis. Od 1902 uczył się w szkole powszechnej, a od 1906 uczęszczał do c. k. II Szkoły Realnej we Lwowie. 29 czerwca 1913 zakończył naukę w klasie VIIb, a lutym 1914 złożył egzamin dojrzałości. Następnie rozpoczął studia na Wydziale Budowy Maszyn c. k. Szkoły Politechnicznej we Lwowie.
1 sierpnia 1914 jako członek studenckiej Drużyny „Sokoła Macierzy” wstąpił do Legionu Wschodniego, w którym służył do 22 września. Od 8 października 1914 do 31 października 1918 walczył w szeregach cesarskiej i królewskiej Armii. Jego oddziałem macierzystym był 30 pułk piechoty. Na stopień podporucznika rezerwy został mianowany ze starszeństwem z 1 sierpnia 1916.
Od 24 listopada 1918 walczył w szeregach 40 pułku piechoty na wojnie z Ukraińcami, a następnie wojnie z bolszewikami. Dowodził 3 kompanią I batalionu. Wyróżnił się 19 i 21 lutego 1920 w atakach na Nowokonstantynów oraz 23 lutego 1920 w obronie wsi Kudynka. 13 marca 1920 dowódca pułku, major Alojzy Łukawski sporządził „wniosek na odznaczenie orderem «Virtuti Militari»”, który został poparty przez dowódcę brygady, pułkownika Pawła Szymańskiego, dowódcę dywizji, generała podporucznika Władysława Jędrzejewskiego i dowódcę frontu, generała porucznika Wacława Iwaszkiewicza. 3 sierpnia 1920 został ranny pod Podhorcami i pięć miesięcy leczył się w szpitalu. 19 sierpnia 1920 został zatwierdzony z dniem 1 kwietnia 1920 w stopniu kapitana, w piechocie, w grupie oficerów byłej armii austro-węgierskiej.
Po zakończeniu działań wojennych pozostał w wojsku jako oficer zawodowy i kontynuował służbę w 40 pp. 3 maja 1922 został zweryfikowany w stopniu kapitana ze starszeństwem od 1 czerwca 1919 i 885. lokatą w korpusie oficerów piechoty. W październiku tego roku został przeniesiony do 50 pułku piechoty w Kowlu na stanowisko dowódcy kompanii. 25 marca 1924 został przydzielony do Dowództwa 27 Dywizji Piechoty w Kowlu na stanowisko oficera sztabu dowódcy piechoty dywizyjnej. Później został przesunięty na stanowisko I oficera sztabu. 3 maja 1926 prezydent RP nadał mu stopień majora ze starszeństwem z dnia 1 lipca 1925 i 90. lokatą w korpusie oficerów piechoty. W październiku tego roku został przydzielony z 27 DP do 50 pp na stanowisko oficera Przysposobienia Wojskowego. W kwietniu 1928 został przesunięty na stanowisko oficera sztabowego pułku. W lipcu 1929 został przeniesiony do 29 pułku piechoty w Kaliszu na stanowisko dowódcy II batalionu, detaszowanego w Szczypiornie. W kwietniu 1934 został przeniesiony do Powiatowej Komendy Uzupełnień Zawiercie „dla odbycia praktyki poborowej”. W październiku tego roku został zatwierdzony na stanowisku komendanta PKU Zawiercie. 1 września 1938 kierowana przez niego jednostka została przemianowana na Komendę Rejonu Uzupełnień Zawiercie, a zajmowane przez niego stanowisko służbowe otrzymało nazwę „komendant rejonu uzupełnień”. Służbę w Zawierciu pełnił co najmniej do maja 1939.
8 kwietnia 1940 został aresztowany przez funkcjonariuszy NKWD i osadzony w więzieniu nr 1 we Lwowie. 25 października 1940 został skazany.
Był żonaty z Zofią, z którą miał syna Ryszarda (ur. 1929). Syn od maja 1943 do stycznia 1945 pracował przymusowo u Lothara Steina w Zawierciu.

## Ordery i odznaczenia
- Krzyż Srebrny Orderu Wojskowego Virtuti Militari nr 991[2] – 22 lutego 1921[30][31][32]
- Złoty Krzyż Zasługi – 16 marca 1934 „za zasługi na polu wyszkolenia wojska”[33]
- Medal Pamiątkowy za Wojnę 1918–1921[2]
- Medal Dziesięciolecia Odzyskanej Niepodległości[2]
- Brązowy Medal Waleczności[5][6]

28 lutego 1933 Komitet Krzyża i Medalu Niepodległości odrzucił wniosek o nadanie mu tego odznaczenia „z powodu braku pracy niepodległościowej”.